# Edna O'Brien
Edna O'Brien (Tuamgraney, Comtat de Clare, Irlanda, 15 de desembre de 1930 - Londres, 22 de juliol de 2024) fou una escriptora i guionista de cinema irlandesa resident a Londres. En la seva obra destaca la trilogia Les noies de pagès, La noia d'ulls verds i Noies feliçment casades publicada en anglès en els anys 60, en les quals narra la història d'Irlanda a través de la vida dels seus dos protagonistes, que s'enfronten a una societat rural i conservadora marcada pel nacionalcatolicisme en la qual les dones tenen poc marge per a la llibertat.

## Biografia
Fou la menor de quatre germans. Va néixer en una petita localitat rural de l'oest d'Irlanda i va créixer en una atmosfera de nacionalcatolicisme irlandès dels anys 40. El seu entorn va estar marcat per un pare alcohòlic i una mare integrista en la pràctica religiosa que considerava que l'escriptura era "un camí de perdició"
Va fugir d'aquest ambient marxant a estudiar a Dublín, on es va diplomar en Farmàcia el 1950 i on va treballar breument d'apotecària fins que va conèixer a l'escriptor Ernest Gébler, amb qui es va casar el 1954. La parella es va instal·lar a Londres i va tenir dos fills. Es va divorciar una dècada després, el 1964.

### La trilogia de Kate i Bava
El 1960 va publicar la seva primera novel·la, Les noies del Camp. O'Brien treballava per a una editorial londinenca llegint manuscrits i els propis editors que havien vist les seves qualitats literàries en els seus informes li van demanar que escrivís una novel·la. En ella narra la història d'Irlanda a través de dues noies, Kate i Baba, que viuen en un país endarrerit i repressiu especialment en les zones rurals, marcat per la censura i la pressió dels catòlics irlandesos. El llibre està escrit en clau autobiogràfica. Va resultar un escàndol al seu país i el rector del seu llogaret va cremar tres exemplars en la plaça pública. Va ser titllada d'enemiga d'Irlanda i escriptora escandalosa. La novel·la li va proporcionar fama mundial tant per la seva qualitat literària com per reivindicar la independència de les dones en un ambient hostil. La novel·la es va convertir en el primer lliurament d'una trilogia completada en els anys vuitanta amb The lonely girl (1962) i Girls in their married bliss (1964), en el qual les dues protagonistes ja casades i residint a Londres sobreviuen al desengany davant la vida marital que no satisfà les seves aspiracions de felicitat. A més del desengany en el llibre es troben també claus sobre la maternitat, la desigualtat de la dona i l'amistat entre les dues protagonistes.
Més enllà de les novel·les, és autora d'una obra dramàtica sobre Virginia Woolf (1980), i de dues importants biografies: sobre James Joyce (1999) i sobre Lord Byron (2009).
També ha escrit diversos guions de cinema per a l'adaptació d'algunes de les seves obres: Retorn al passat (I Was Happy Here, 1966), Salvatge i perillosa (1972) protagonitzada per Elizabeth Taylor, Michael Caine, Susannah York Tres no caben en dues (2011).
Entre els admiradors de la seva obra troben famosos escriptors com Philip Roth, Alice Munro, John Banville o Samuel Beckett.

### Posicionaments

#### Conflicte d'Irlanda del Nord
El 1994 quan s'anunciava la pau a Irlanda del Nord va escriure Ulster's Man of the Dark assegurant que Gerry Adams no volia veure el final de la violència. No obstant això també va escriure la novel·la House of splendid isolation plantejant que l'enemic no era només l'IRA sinó que en la guerra tenien també un paper protagonista els grups paramilitars protestants a més de l'exèrcit britànic.

#### Església catòlica
En les seves diferents novel·les ha incorporat la crítica a l'Església catòlica, especialment poderosa a Irlanda. En les seves declaracions ha estat crítica especialment amb la Santa Seu i considera que el problema està en la seva relació amb el poder polític i l'adoctrinament, més que amb la religió.

## Obra

### Novel·les
- 1960: The Country Girls (ISBN 0-14-001851-4), publicat en català com Les noies de pagès, traduït per Aurora Ballester (Sidil·la, 2022)
- 1962: The Lonely Girl later publicat com Girl with Green Eyes (ISBN 0-14-002108-6)
- 1964: Girls in Their Married Bliss (ISBN 0-14-002649-5)
- 1965: August Is a Wicked Month (ISBN 0-14-002720-3)
- 1966: Casualties of Peace (ISBN 0-14-002875-7)
- 1970: A Pagan Place (ISBN 0-297-00027-6)
- 1972: Night (ISBN 0-297-99541-3)
- 1977: Johnny I Hardly Knew You (ISBN 0 -297-77284-8); publicat als EUA com "I Hardly Knew You" (ISBN 0-140-04772-7)
- 1987: The Country Girls Trilogy amb un nou epíleg (ISBN 0-14-010984-6)
- 1988: The High Road (ISBN 0-297-79493-0)
- 1992: Time and Tide (ISBN 0-670-84552-3)
- 1994: House of Splendid Isolation (ISBN 0-297-81460-5)
- 1996: Down by the River (ISBN 0-297-81806-6)
- 1999: Wild Decembers (ISBN 0-297-64576-5)
- 2002: In the Forest (ISBN 0-297-60732-4)
- 2006: The Light of Evening (ISBN 0-618-71867-2)
- 2015: The Little Red Chairs (ISBN 0-316-37823-2)
- 2019: Girl (ISBN 0-374-16255-7)

### Històries curtes
- 1968: The Love Object and Other Stories (ISBN 0-14-003104-9)
- 1974: A Scandalous Woman and Other Stories (ISBN 0-297-76735-6)
- 1978: Mrs Reinhardt and Other Stories (ISBN 0-297-77476-X)
- 1982: Returning (ISBN 0-297-78052-2)
- 1985: A Fanatic Heart (ISBN 0-297-78607-5)
- 1990: Lantern Slides (ISBN 0-297-84019-3)
- 2011: Saints and Sinners (ISBN 0316122726)
- 2013: The Love Object: Selected Stories, a fifty-year retrospective, (ISBN 978-0-316-37826-0)

### Dramatúrgia
- '1973 "A Pagan Place" (ISBN 0-571-10316-2)
- 1975: Zee and Co (ISBN 978-0140033250)
- 1980: Virginia (ISBN 0-15-693560-0)]
- 2005: Family Butchers
- 2005: Triptych and Iphigenia (ISBN 978-0802141545)
- 2009: Haunted
- 2011; "The Country Girls" (ISBN 978-0-571-29669-9)

### Guions cinematogràfics
- 1971: "Zee & Co." (ISBN 0-297-00336-4)

### No-ficció
- 1976: Mother Ireland, (ISBN 0-297-77110-8)
- 1977: Arabian Days (ISBN 978-0704321502)
- 1979: Some Irish Loving, as editor: anthology (ISBN 0-297-77581-2)
- 1981 "James & Nora" (ISBN 978-1-4746-1682-9); reprinted in 2020
- 1986: Vanishing Ireland (with photographs by Richard Fitzgerald), (ISBN 978-0224024242)
- 1999: James Joyce, biography (ISBN 0-297-84243-9)
- 2009: Byron in Love, biography (ISBN 978-0-393-07011-8)
- 2012: Country Girl, memoir (ISBN 978-0316122702)

### Literatura infantil i juvenil
- 1981: The Dazzle (ISBN 9780340264911)
- 1982: A Christmas Treat (ISBN 978-0340279717)
- 1983: The Rescue (ISBN 0-340-33896-2)
- 2017: Tales for the Telling, (ISBN 978-1786750327)

### Poesia
- 1989: On the Bone (ISBN 0-906887-38-0)